# Paocsi–Csengtu-vasútvonal
A Paocsi–Csengtu-vasútvonal (egyszerűsített kínai írással: 成都火车站; tradicionális kínai írással: 成都火車站; pinjin: Chéngdū Huǒchē Zhàn) egy 668,2 km hosszú, 25 kV 50 Hz-cel villamosított, részben kétvágányú, normál nyomtávolságú vasútvonal Kínában Paocsi és Csengtu között.  A vonal 1961-ben nyílt meg, 1975-ben, az országban először ezt a vonalat villamosították.